# Tygodnik Powszechny

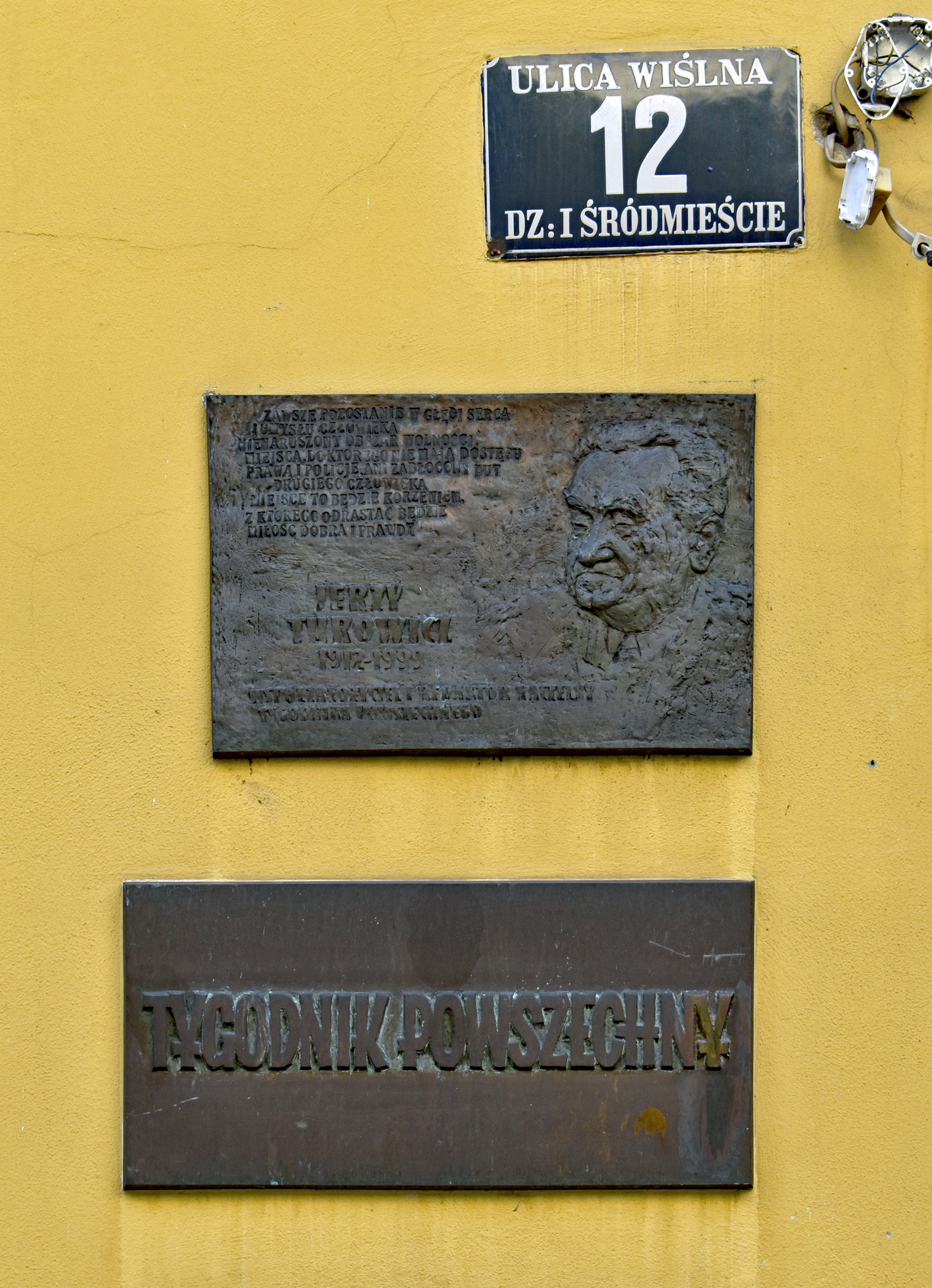
Tablica upamiętniająca Jerzego Turowicza na kamienicy gdzie znajdowała się siedziba redakcji Tygodnika przez 76 lat.

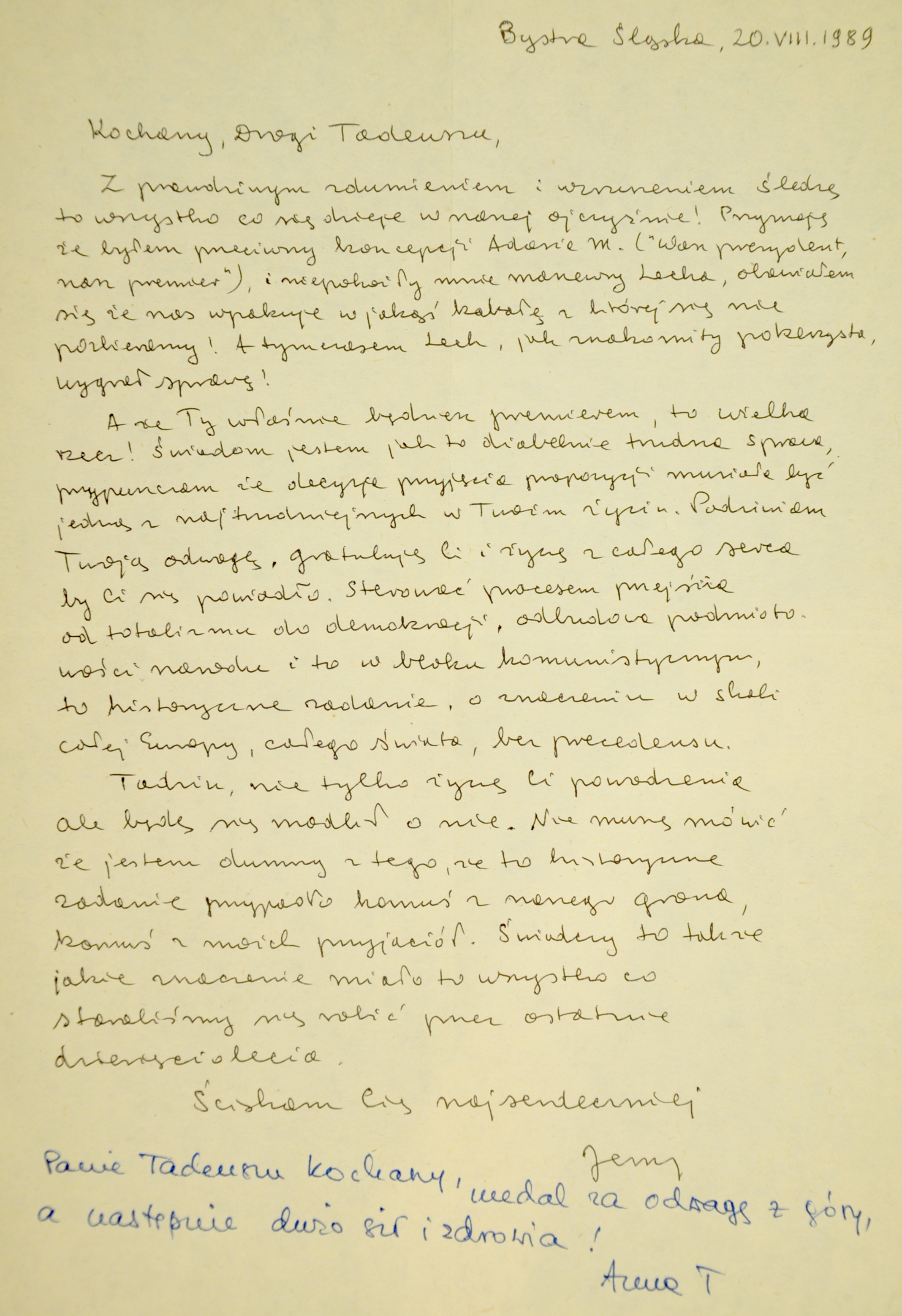
List Jerzego Turowicza do Tadeusza Mazowieckiego z 20.08.1989 z gratulacjami objęcia funkcji Premiera RP.

Tygodnik Powszechny – ukazujący się od 1945 tygodnik katolicki o tematyce społeczno-kulturalnej i politycznej, założony przez kardynała Adama Stefana Sapiehę.
Jest jednym z nielicznych polskich tygodników opinii, których czytelnictwo stale rośnie. Na stałe zatrudnia 45 osób, ale regularnie użycza swoich łamów autorom zewnętrznym. Ukazujące się w „Tygodniku” teksty często dotyczą polityki, religii, kultury, spraw społecznych, zagranicznych oraz relacji polsko-żydowskich.
Dział zagraniczny „Tygodnika Powszechnego” publikuje korespondencje z całego świata, w tym z Europy, Stanów Zjednoczonych, Azji, Afryki i Bliskiego Wschodu. Od 2017 roku w dziale zagranicznym pracuje znany pisarz, reportażysta i korespondent wojenny Wojciech Jagielski.

## Historia
Pierwszy numer „Tygodnika Powszechnego” ukazał się z datą 24 marca 1945 r. Komitet redakcyjny składał się początkowo z czterech osób: z ks. Jana Piwowarczyka, Jerzego Turowicza (przez wiele lat będzie redaktorem naczelnym „Tygodnika”), Konstantego Turowskiego i Marii Czapskiej. Później dołączyli do nich m.in. Zofia Starowieyska-Morstinowa, Stefan Kisielewski, Leopold Tyrmand, Antoni Gołubiew, Paweł Jasienica (do aresztowania w 1948 r.), ks. Andrzej Bardecki, Stanisław Stomma, Hanna Malewska, Józefa Golmont-Hennelowa i Józef Marian Święcicki.
W 1953 r. pismo zamknięto z powodu odmowy opublikowania w numerze z 8 marca nekrologu Stalina, a jego wydawanie wznowiono w grudniu 1956 r. W latach 1953–1956 ukazywał się za to tzw. Tygodnik paxowski – pod identyczną winietą, zachowujący ciągłość numeracji – nie redagowany jednak przez prawowitych właścicieli. W tym czasie linia czasopisma stała się znacznie przychylniejsza PZPR, zaś na jego łamach często krytykowano młodzież oraz hierarchię kościelną.
Od 1956 pismo wróciło do pierwotnej redakcji, którą w kolejnych latach tworzyli m.in. Jerzy Turowicz jako redaktor naczelny, Andrzej Bardecki, Adam Boniecki, Antoni Gołubiew, Józefa Hennelowa, Stefan Kisielewski, Jerzy Kołątaj, Krzysztof Kozłowski, Bronisław Mamoń, Mieczysław Pszon, Zofia Starowieyska-Morstinowa, Marek Skwarnicki, Jacek Susuł, Tadeusz Żychiewicz.
Na łamach „Tygodnika” publikowali m.in. Władysław Bartoszewski, Zbigniew Herbert, Leszek Kołakowski, Tadeusz Kudliński, Stanisław Lem, Adam Vetulani, Stefan Wilkanowicz, Karol Wojtyła, Jacek Woźniakowski, Jerzy Zawieyski, Czesław Zgorzelski. Pismo było wówczas uważane za jedyny niezależny głos środowiska tzw. inteligencji katolickiej.
Ze środowiskiem tygodnika związana była część Koła Poselskiego „Znak”. Środowisko „Tygodnika” próbowało w 1957 roku przejąć kontrolę nad ruchem Klubów Inteligencji Katolickiej z rąk Jerzego Zawiejskiego, ale próba ta zakończyła się niepowodzeniem. Według Romana Graczyka na łamach „Tygodnika Powszechnego” w latach 1956–1976 silnie obecna była postawa afirmacji PRL.
Później współpracowało ono z KOR, współtworzyło „Solidarność” (jej kapelanem został ks. Józef Tischner – jeden ze sztandarowych publicystów krakowskiego pisma). Po wyborze kardynała Karola Wojtyły na papieża „Tygodnik” stał się najpopularniejszym w Polsce forum poglądów Jana Pawła II i przez długi czas jedynym pismem, któremu papież udzielił wywiadu (3 sierpnia 1980). Później dostąpiło tego zaszczytu tylko włoskie „Il Tempo”. Na łamach „Tygodnika” przez lata publikował swoje wiersze Czesław Miłosz, który w 1945 r. przygotował dla Jerzego Turowicza rękopiśmienny tomik „Wierszy pół-perskich”. Jedynym polskim pismem, na którego łamach Miłosz zamieszczał swoje wiersze po otrzymaniu Nagrody Nobla, był właśnie „Tygodnik Powszechny”. Po wprowadzeniu stanu wojennego wydawanie pisma zostało na kilka miesięcy zawieszone, jednak redakcja mimo to nadal się zbierała, prowadząc ożywione dyskusje na tematy polityczne oraz planując jego przyszłość. Od 1982 r. tygodnik ukazywał się bez przerw. W latach 80. XX wieku tygodnik stał się nieformalnym organem polskiej opozycji demokratycznej i był niekiedy uważany za jedyne legalne pismo opozycyjne w PRL. W 1987 r. na łamach „Tygodnika Powszechnego” ukazał się głośny esej Jana Błońskiego „Biedni Polacy patrzą na getto”, który odegrał wielką rolę w historii dialogu polsko-żydowskiego, w którym analizuje dwa wiersze Miłosza o zagładzie Getta.
Od lat 90. niechętna „Tygodnikowi” była część kościelnej hierarchii, która krytykowała zbyt liberalną, jej zdaniem, formułę pisma (odzwierciedla to poniekąd prawie nieobecny kolportaż parafialny pisma). W 1998 r. Maria Zmarz-Koczanowicz zrealizowała film pt. „Zwyczajna dobroć” opowiadający o Jerzym Turowiczu. Po śmierci Jerzego Turowicza w 1999 r. redaktorem naczelnym Tygodnika został ks. Adam Boniecki.
W kwietniu 2005 doszło do zwolnienia przez ks. Bonieckiego kierownika działu politycznego pisma red. Krzysztofa Burnetki z powodu opublikowania przezeń na łamach Gazety Wyborczej niezakwalifikowanego wcześniej do druku w Tygodniku kontrowersyjnego w treści i tytule artykułu „Nowe idzie, stare jedzie”.
Od 2003 w ramach portalu Onet.pl działa oficjalna witryna internetowa „Tygodnika Powszechnego”.
W kwietniu 2007 r. 49% udziałów w „Tygodniku Powszechnym” objęła Grupa ITI. Od 5 grudnia 2007 r. Tygodnik Powszechny wydawany jest w mniejszym formacie. W dużym stopniu została odmieniona szata graficzna pisma, a także skład redakcji. 23 czerwca 2008 Grupa ITI stała się większościowym udziałowcem pisma po tym, jak w wyniku transakcji z Fundacją Tygodnika Powszechnego jej udziały wzrosły do 53%.
W 2009 roku, w wyniku znacznego spadku zleceń od reklamodawców, spowodowanego kryzysem finansowym, „Tygodnik Powszechny” stanął przed groźbą upadku. Redaktor naczelny, ks. Adam Boniecki, na łamach „Tygodnika” zaapelował do czytelników o pomoc, przyznając, że w tak złej sytuacji finansowej czasopismo jeszcze nie było. W czerwcu 2010 na antenie TVN24 zaczął ukazywać się program „Czas Decyzji z Tygodnikiem Powszechnym”, w którym szeroko komentowane były wydarzenia z kampanii prezydenckiej.
Pod koniec roku 2010 upubliczniona została decyzja prowincjała zgromadzenia księży marianów, ks. Pawła Naumowicza MIC, który nakazał ks. Adamowi Bonieckiemu rezygnację z kierowania pismem z uwagi na wiek (Boniecki miał wtedy 76 lat) i powrót do domu zakonnego w Warszawie. W marcu 2011 kierownictwo redakcji objął wieloletni zastępca ks. Bonieckiego, Piotr Mucharski, zaś sam ks. Boniecki został zaproszony do kontynuowania współpracy z redakcją w charakterze redaktora seniora, piszącego m.in. artykuły wstępne do kolejnych numerów. W grudniu 2011 Grupa ITI wycofała się kapitałowo ze spółki wydającej „Tygodnik”, nieodpłatnie przekazując wszystkie swoje udziały Fundacji Tygodnika Powszechnego, która tym samym stała się samodzielnym właścicielem pisma. We wrześniu 2014 roku część udziałów posiadła Fundacja Centrum Kopernika.
„Tygodnik Powszechny” współpracował z Religia.tv i Discovery Historia. Od roku 2007 wokół czasopisma funkcjonują Kluby „Tygodnika Powszechnego” w kilkudziesięciu miastach w Polsce i poza jej granicami.
Na początku 2014 roku, by przyciągnąć nowych czytelników, pismo zmieniło logo, format i szatę graficzną.
W styczniu 2021 roku krakowska Kuria po 76 latach wypowiedziała umowę najmu lokali przy Wiślnej 12. W ciągu trzech miesięcy redakcja musiała się wyprowadzić ze swojej siedziby. Dzięki ogromnemu wsparciu czytelników redakcja przeniosła się w terminie pod nowy adres, na ul. Dworską 1C.

## Wartości
Redakcja określa swoje wartości jako „katolicyzm otwarty”. „Tygodnik Powszechny” stara się godzić wartości liberalizmu z zasadami wiary, prezentuje ekumeniczny nurt polskiego katolicyzmu. Kieruje się zasadą dialogu, często zapraszając do debaty na łamach reprezentantów poglądów innych niż katolickie. Według typologii Jarosława Gowina zaprezentowanej w książce „Kościół w czasach wolności” Tygodnik jest jednym z głównych reprezentantów nurtu katolicyzmu otwartego, inspirowanego katolickim personalizmem.
Jak pisze Sergiusz Kowalski, analizując dyskurs publicystyki pisma w latach 1993–1995, „Publicyści «Tygodnika» cenią umiarkowanie, otwartość, gotowość do dialogu i kompromisu”, poszukując „modus vivendi między liberalną demokracją i Kościołem, nowoczesnością i tradycją” (Kowalski 1997: 148).
Fundacja Tygodnika Powszechnego przyznaje Medal Świętego Jerzego „za zmagania ze złem i uparte budowanie dobra w życiu społecznym ludziom, którzy wykazują szczególną wrażliwość na biedę, krzywdę, niesprawiedliwość i wrażliwość tę wyrażają czynem”.

## Krytyka
„Tygodnik Powszechny” w czasach PRL-u był uważany za pismo, w którym w pewnym stopniu (wyznaczonym przez cenzurę) można było głosić poglądy nieprzychylne władzom komunistycznym. Po 1989 pismo stało się przedstawicielem jednej opcji w dialogu wewnątrzkościelnym – określanej jako katolicyzm otwarty – co spowodowało falę krytyki ze strony innych środowisk. „Tygodnikowi” przypisywano również reprezentowanie po 1989 r. tylko jednego środowiska politycznego (Unii Demokratycznej, potem Unii Wolności) – ze względu na fakt, że wielu ludzi związanych z pismem było uczestnikami przemian politycznych (Józefa Hennelowa, Tadeusz Mazowiecki, Krzysztof Kozłowski).
Krytycy krakowskiego tygodnika często powołują się na fragment listu, jaki 15 maja 1995 z okazji jubileuszu 50-lecia przesłał „Tygodnikowi” Jan Paweł II.

## Dodatki tematyczne
- Magazyn literacki Książki w Tygodniku
- Ucho Igielne
- Rzecz Obywatelska
- Historia w Tygodniku
- Dodatki specjalne
- Nowa Europa Wschodnia
- Europa Środka
- Cybertygodnik
- Unia dla Ciebie
- Apokryf
- Kontrapunkt
- Parafia

## Redakcja pisma (stan na 18 maja 2015)[18]

### Kierownictwo
- Redaktor naczelny: Piotr Mucharski (jednocześnie kierownik działu Kultura)
- Redaktor senior: Adam Boniecki MIC
- Zastępca redaktora naczelnego: Michał Kuźmiński, Marcin Żyła
- Dyrektor artystyczny: Marek K. Zalejski
- Redaktor specjalnego wydania „Kanon”: Michał Okoński

### Działy redakcyjne
- Wiara: Artur Sporniak (kierownik działu Wiara), Jacek Prusak SJ, Piotr Sikora, Marcin Żyła, Anna Goc
- Kraj: Paweł Bravo (kierownik działu Kraj), Andrzej Brzeziecki, Michał Okoński, Paweł Reszka, Przemysław Wilczyński
- Świat: Wojciech Pięciak (kierownik działów Świat i Historia), Patrycja Bukalska, Anna Łabuszewska, Joachim Trenkner
- Kultura: Piotr Mucharski (kierownik działu Kultura), Tomasz Fiałkowski, Andrzej Franaszek, Grzegorz Jankowicz, Agnieszka Sabor, Kalina Błażejowska
- Nauka: Michał Kuźmiński (kierownik działu Nauka), Łukasz Kwiatek, Łukasz Lamża
- Telewizja: Anita Piotrowska
- Kraków: Kalina Błażejowska
- Wydanie internetowe: Michał Kuźmiński (kierownik działu Nauka i wydania internetowego), Ewelina Burda, Błażej Strzelczyk

### Felietoniści
- Wojciech Bonowicz (Wycieczki osobiste)
- Jan Klata (Z klaty)
- Stanisław Mancewicz (Piąta woda)
- Jerzy Pilch (Drugi dziennik)
- Andrzej Stasiuk (Kroniki beskidzkie i światowe)
- Marcin Wicha (Wichajster)
- Marek Zając (Listy starszego diabła do... już nie tak młodego)
- Szymon Hołownia
- Anna Dziewit-Meller

### Stali współpracownicy
- Elżbieta Adamiak
- Marek Bieńczyk
- Beata Chomątowska
- Barbara Chyrowicz SSpS
- Bartek Dobroch
- Andrzej Draguła
- Jarosław Flis
- Tomáš Halík
- Wacław Hryniewicz OMI
- Piotr Kłodkowski
- Piotr Kosiewski
- Jan Kracik
- Katarzyna Kubisiowska
- Janusz A. Majcherek
- Józef Majewski
- Paweł Marczewski
- Michał Paweł Markowski
- Andrzej Meller
- Małgorzata Nocuń
- Wojciech Nowicki
- Joanna Olech
- Michał Olszewski
- Olaf Osica
- Magdalena Rittenhouse
- Grzegorz Ryś
- Bartłomiej Sienkiewicz
- Tadeusz Sławek
- Marian Stala
- Władysław Stróżewski
- Teresa Stylińska
- Paulina Wilk
- Jakub Dymek
- Jakub Majmurek